# 손끝과 연연
《손끝과 연연》(일본어: ゆびさきと恋々)은 모리시타 수가 지은 일본 만화다. 2019년 7월부터 고단샤 디저트 잡지에서 연재를 시작했다. 2023년 12월 기준 단행본 10권이 발매되었다. 아지아도가 제작한 애니메이션 TV 시리즈로 2024년 1월부터 3월까지 방영되었다.

## 구성
이토세 유키는 청각 장애 대학생이다. 수화 외에도 그녀는 문자와 입술 읽기를 통해 의사소통을 한다. 외국인이 그녀에게 영어를 사용하는 언어로 방향을 물었을 때 한 청년이 그녀를 도와주고 유키의 관심을 끌었다. 이야기는 유키가 자신의 조용한 세계와 주변 사람들에 대해 이야기하면서 진행된다.

## 유사한 구도가 보이는 다른 만화
- 오이마 요시토키의《목소리의 형태》
- 유키 노진의 《평범한 우리들의》
- 사스케의 《거짓의 마리골드》